# Paul Sterpin
Paul Sterpin, né le 1er mai 1873 à Spy, et mort à Bruxelles en septembre 1952, est un peintre et un aquarelliste belge.
Son champ pictural couvre les paysages, les natures mortes et les intérieurs.

## Biographie

### Famille
Paul (Paul Eugène) Sterpin, né le 1er mai 1873 à Spy, est le fils de Louis Eugène Sterpin (né à Spy le 26 octobre 1834), notaire, et de Catherine Agnès Joséphine Masset (née à Verviers le 28 janvier 1839), mariés à Namur le 28 mai 1865. Paul Sterpin épouse Zoé Régnier (1881-1959).

### Carrière
Paul Sterpin est l'élève de Josse Impens, peintre d'intérieurs. La carrière de Paul Sterpin commence au salon triennal de Namur en 1898. Il expose ensuite au Salon de Bruxelles de 1900. En 1911, il devient secrétaire de la Fédération des artistes wallons présidée par le romancier wallon Maurice Des Ombiaux, comprenant des peintres, des graveurs et des sculpteurs et défendant la culture wallonne.
À partir de 1920, il quitte Namur pour demeurer dans une maison atelier, rue Charles-Quint à Bruxelles. En août 1932, la commission des achats du gouvernement acquiert son triptyque En juin, vallée de la Sambre. Sa dernière exposition documentée a lieu aux galeries du Studio à Bruxelles en octobre 1932.
Au début septembre 1952, Paul Sterpin meurt, à l'âge de 79 ans à Bruxelles.

## Œuvre

### Caractéristiques

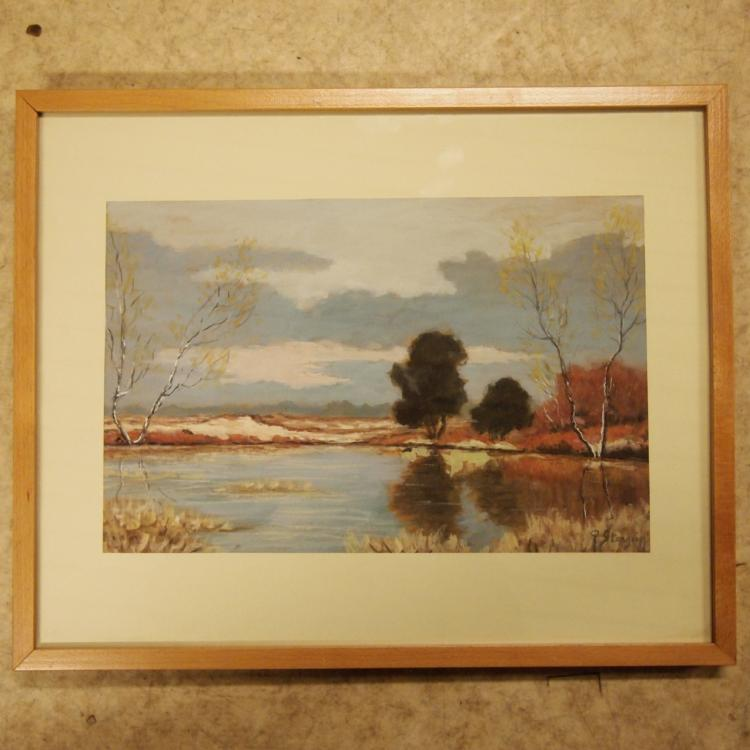
Paysage par Paul Sterpin.

Son champ pictural couvre les paysages, presque exclusivement les sites mosans, sambriens et ardennais en Wallonie. Il est surnommé « le peintre de la Meuse ». Parfois, à la fin de sa carrière, il peint des natures mortes et des intérieurs au caractère décoratif, rappelant l'art japonais. 
En 1900, il peint encore au couteau et possède une note toute personnelle dans le rendu de la lumière. En 1906, Sander Pierron, juge Panorama de Moustier-sur-Sambre de Paul Sterpin comme langoureux et d'une âme wallonne, où règne une quiétude et la paix d'un village, où il ferait bon vivre et aimer. L'année suivante, le même critique estime que la qualité principale de Paul Sterpin est le rendu des atmosphères. Il se recommande par une vision wallonne, c'est-à-dire un peu grise et attendrie, sans nul éclat, sans accent. Le métier est encore naïf et d'une méticulosité gauche, mais le peintre a un sens prometteur de la grandeur des horizons mosans  qui ont encadré sa jeunesse.
En février 1929 Paul Sterpin expose ses œuvres aux Galeries d'art Larribe à Ixelles. Le critique de L'Indépendance belge écrit que l'artiste est un peintre justement estimé qui réunit de très curieuses aquarelles – intérieurs et natures mortes – de facture précise, de couleur claire aux harmonies subtiles et des paysages de l'Entre-Sambre-et-Meuse et de l'Ardenne. Les grandes toiles sont d'heureuses interprétations, lumineuses, vaporeuses, sereines ; il y a de nombreuses études, peintes dans de la belle matière vibrante et qui dégagent la sensation de joie virile que doit donner la nature à l'artiste capable de fixer ses expressions passagères. Les sonorités plus lourdes d'un grand paysage en Campine attestent la sincérité du peintre qui veut tout percevoir et tout exprimer.
Signe : P. Sterpin

### Galerie

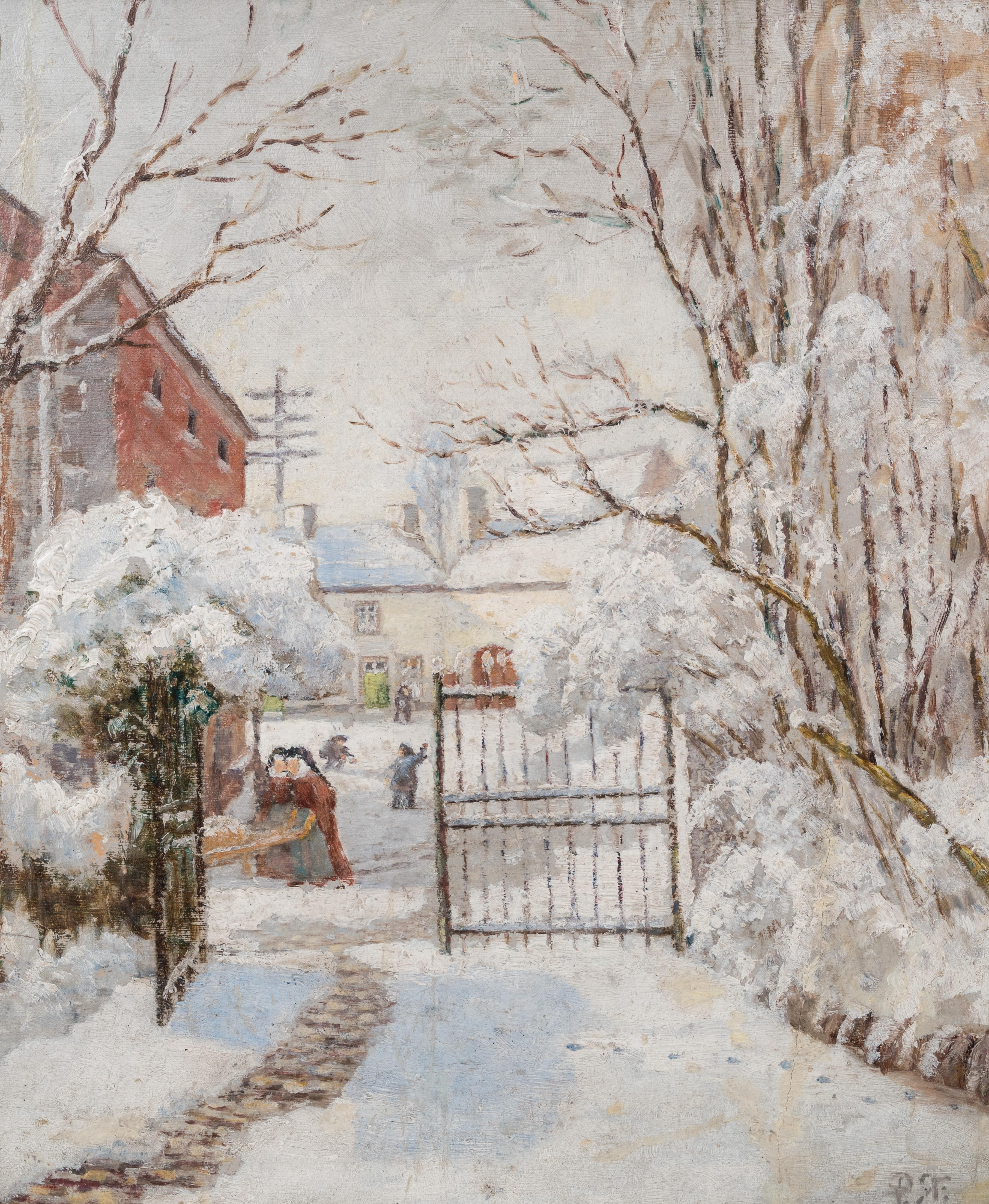
Drève enneigée.
Le Calvaire (1913 ?).
Village dans le champs.
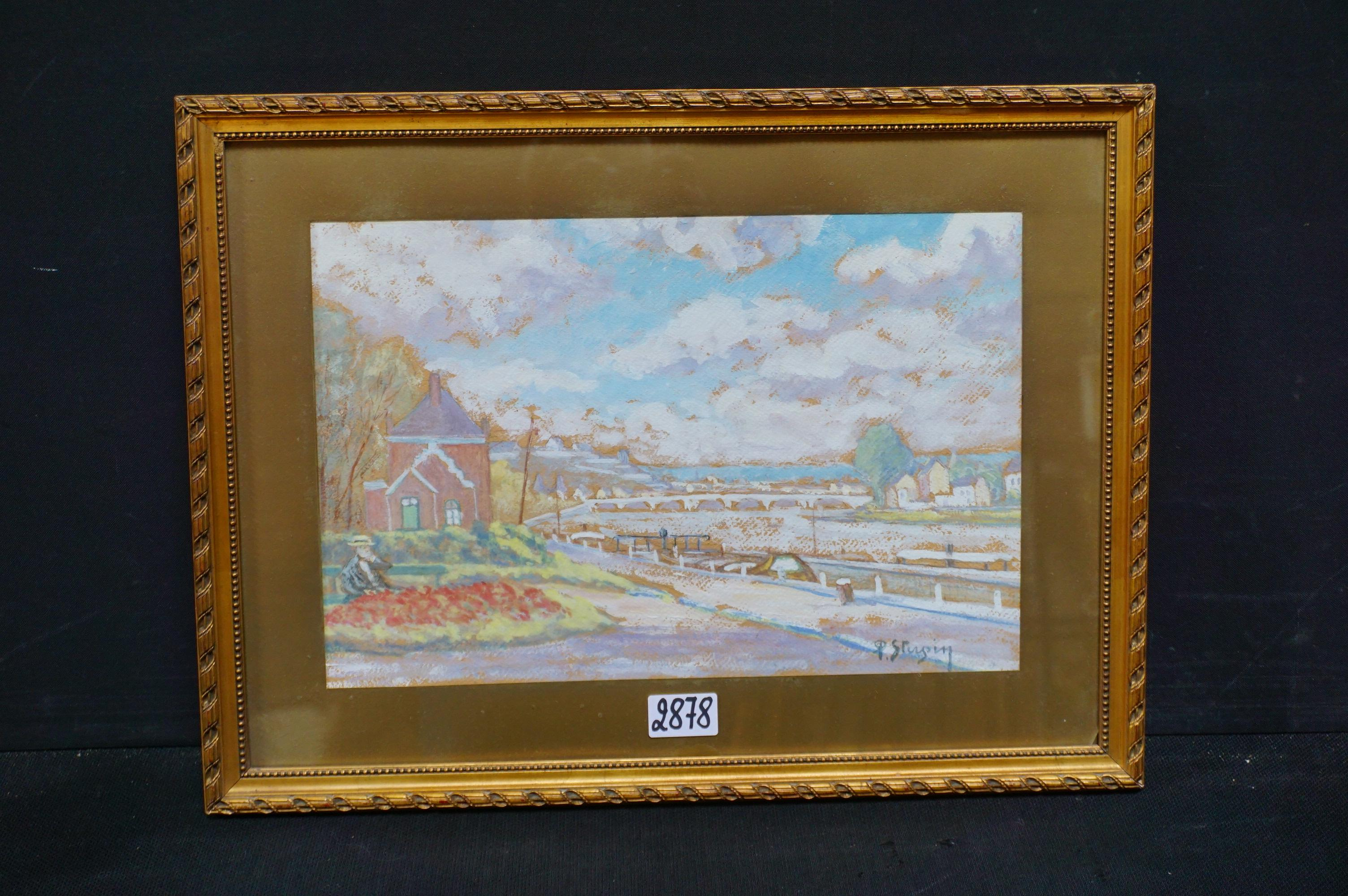
Paysage.

### Expositions

#### Salons triennaux
- Salon triennal de Namur de 1898 : Intérieur[2].
- Salon de Bruxelles de 1900 : Automne et Vieille porte[9].
- Salon de Bruxelles de 1903 : Paysage, étang[10].
- Salon de Gand (XXXIXe) de 1906 : Panorama de Moustier-sur-Sambre[6].
- Salon de Bruxelles de 1914 : Vallée de la Sambre[11].

#### Autres expositions
- 8e Exposition du cercle Le Progrès à Namur en 1900[12].
- Cercle artistique de Bruxelles : 
  - 1904 : deux grands paysages ;
  - 1907 : Soir d'Automne et Panorama de Moustier-sur-Sambre ;
  - 1910 : La Meuse vers Wépion et Écluse des grands malades ;
  - 1913 : La Ferme blanche, Vieille Sambre en hiver et Vue d'Andenelles[13].
- Exposition des artistes wallons à Mons en 1913 : Le Calvaire[14].
- Galerie du Studio à Bruxelles : 
  - 1918 : exposition personnelle de paysages de l'Entre-Sambre-et-Meuse, dont Sambre à la neige, Sambre en septembre, En août[15].
  - 1932 : Matinée de mai sur la mousse, Matin et Quartier de Saint-Aubin[4].
- Exposition Galerie Siebertz à Charleroi en 1920 : 33 toiles, dont Après l'orage, Chapelle dans la vallée de l'Orneau, La Sambre en septembre, La Vieille carrière, L'Étang de Tongrenelle[16].
- Galeries d'art Larribe à Ixelles : en 1929[8].
- Nouvelles galeries Depelsenaire à Charleroi en 1930 : Matin à Lives, Dinant en 1914, La Citadelle de Namur, Les Roches mosanes, En Campine et une vingtaine d'aquarelles[17].

### Collection muséale
- Musée Jakob Smits à Mol : Paysage aux gerbes de maïs, sans date, inventaire no 0450, format 52,6 × 34cm, huile sur panneau[18]